# Sabino
Sabino este un oraș în São Paulo (SP), Brazilia.